# 鈴木裕美子 (自転車選手)
鈴木 裕美子（すずき ゆみこ、1960年8月6日 - ）は、秋田県山本郡峰浜村（現・八峰町）出身の自転車選手であり、日本における女子自転車界の草分け的存在である。

## 来歴
父は三段跳びでインターハイ優勝、母もハードルでインターハイの出場経験を持つスポーツ一家の娘として生まれた。
中学は陸上部、能代高スキー部に所属しアルペンスキーでインターハイ出場を果たした。
日本大学進学後もスキーを続けたが、3年時にスキー部監督から勧められ自転車に転向。デビュー戦となった全日本学生新人大会でいきなり優勝。関東学生選手権、全日本学生選手権でもタイトルを獲得。
卒業後、パルコに入社するが自転車部は解散。クラブチーム「フトッタブタタチ」に加入。クラブの主宰は義理の妹のコーチで後に自身の夫となる今野信（現姓・鈴木）。1986・87年の全日本アマ選手権を連覇する。1000mタイムトライアルの日本記録も保持していた。
1988年、スピードスケート選手で冬夏五輪出場を目指していた橋本聖子とソウル五輪出場権を懸けてスプリントで一騎討ちが行われたが敗退。
1992年のバルセロナ五輪ロードで念願の五輪出場を果たした。（結果は50位）
1998年には37歳で「東京女子クリテリウム」優勝を果たす。
2000年現役引退。
現在は三重県鳥羽市内で自転車店を夫婦で営んでいる。
1994年には地元にて彼女に因んだ「ゆみこロード」なるサイクルロードが整備されている。